# МОЛ лига
МОЛ лига је мултинационална хокејашка лига. У лиги учествују клубови из Мађарске, Румуније. До 2016. године једног представника је имала Словачка. У сезони 2016/17. учествовао је ХК Београд. Лига јен основана 2008. године, а име је добила по главном спонзору, мађарској гас и петрол компанији МОЛ.
Утакмице које мађарски тимови играју међусобно се такође рачунају у Мађарској хокејашкој лиги.

## Историја
У првој сезони Мол лиге, било је десет тимова. Шест је било из Мађарске, а четири из Румуније. Румунски тим Чиксереда је био победник прве сезоне. Следеће сезоне је било мање тимова. Један мађарски и два румунска клуба су одустала. Те сезоне су Будимпешта старси освојили титулу. У трећој сезони се такмичило девет тимова, а победник је по други пут постао Чиксереда.
Наредне две сезоне лигу је освајала мађарска екипа Дунаујварош ацелбикак, а њихову доминацију је у сезони 2013/14 прекинула словачка екипа Нове Замки која се прикључила такмичењу сезону раније. Последње две сезоне титулу је освајала мађарска екипа ДВТК Јегешмедвек.
Лига ће у сезони 2016/17 бројати рекордних 11 клубова, а такмичењу се прикључио и новоосновани српски клуб Београд.

## Клубови

### Тренутни клубови
| Клуб                  | Град            | Дворана                     | Капацитет | Основан |
| --------------------- | --------------- | --------------------------- | --------- | ------- |
| Ференцварош ТЦ        | Будимпешта      | Ледена дворана Пештержебет  | 1.500     | 1928    |
| Ујпешт ТЕ             | Будимпешта      | Ледена дворана Ујпешт       | 2.200     | 1955    |
| МАК Будимпешта        | Будимпешта      | Ледена дворана Тускецсарнок | 2.540     | 1963    |
| Дебрецин              | Дебрецин        | Ледена дворана Дебрецин     | 500       | 1989    |
| Дунаујварош ацелбикак | Дунаујварош     | Ледена дворана Дунаујварош  | 4.000     | 2006    |
| ДВТК Јегешмедвек      | Мишколц         | Ледена дворана Мишколц      | 2.200     | 1978    |
| Алба волан II         | Секешфехервар   | Ледена дворана Габор Очкај  | 3.600     | 2008    |
| АСК Корона Брашов     | Брашов          | Ледена дворана Брашов       | 2.000     | 2007    |
| ЦСМ Дунареа Галати    | Галац           | Ледена дворана Галати       | 5.000     | 1932    |
| ХСЦ Чиксереда         | Мијеркуреја Чук | Ледена дворана Вакар Лајош  | 4.000     | 1929    |
| ХК Београд            | Београд         | Ледена дворана Пионир       | 2.000     | 2016    |

### Бивши клубови
| Клуб            | Град            | Основан | Године такмичења     |
| --------------- | --------------- | ------- | -------------------- |
| Будапест старси | Будимпешта      | 2001    | 2008–2011            |
| Прогим Георгени | Георгени        | 1949    | 2008–2009            |
| ХК Чиксереда    | Мијеркуреја Чук | 2002    | 2008–2009            |
| Стеауа ренџерси | Букурешт        | 1951    | 2008–2009; 2010–2012 |
| Нове Замки      | Нове Замки      | 1965    | 2012–2015            |

## Шампиони
| Сезона  | Победник              | Финале | Другопласирани        |
| ------- | --------------------- | ------ | --------------------- |
| 2008/09 | ХК Чиксереда          | 3-0    | ХСЦ Чиксереда         |
| 2009/10 | Будапест старси       | 3-1    | Ујпешт ТЕ             |
| 2010/11 | ХСЦ Чиксереда         | 4-1    | Дунаујварош ацелбикак |
| 2011/12 | Дунаујварош ацелбикак | 4-0    | ДВТК Јегешмедвек      |
| 2012/13 | Дунаујварош ацелбикак | 4-2    | ХСЦ Чиксереда         |
| 2013/14 | Нове Замки            | 4-2    | АСК Корона Брашов     |
| 2014/15 | ДВТК Јегешмедвек      | 4-0    | Нове Замки            |
| 2015/16 | ДВТК Јегешмедвек      | 4-0    | МАК Будимпешта        |